# Orekhovo-Borissovo Severnoïe
Pour les articles homonymes, voir Orekhovo.
Orekhovo-Borissovo Severnoïe (Муниципальный округ Орехово-Борисово Северное, « Orekhovo-Borissovo nord ») est un district administratif du district administratif sud de Moscou, existant depuis 1991.
Avec le quartier d'Orekhovo-Borissovo Ioujnoïe, il tire son nom des deux villages d'Orekhovo et de Borissovo, qui, avec le village de Chipilovo se trouvaient dans les deux districts aujourd'hui.
 
Le nom d'origine d'Orekhovo n'est pas certain, mais est probablement lié à la forêt de noisetiers (orekha) qui a existé dans cet endroit au XVIIe siècle. Il ne reste  aujourd'hui que le cimetière.
 
Il est fait mention de Borissovo dans des registres fonciers agricoles datant de 1589. 
Les trois villages furent inclus dans le territoire de la ville en 1960, dans le quartier Proletarski et depuis 1969 dans le quartier Krasnogvardeïski.
En 1970, l'urbanisation massive de la région a commencé.
Le quartier est défini par la réforme administrative au cours de l'année 1991.

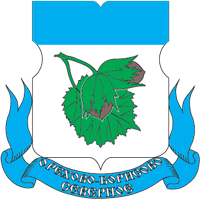
Armes du district
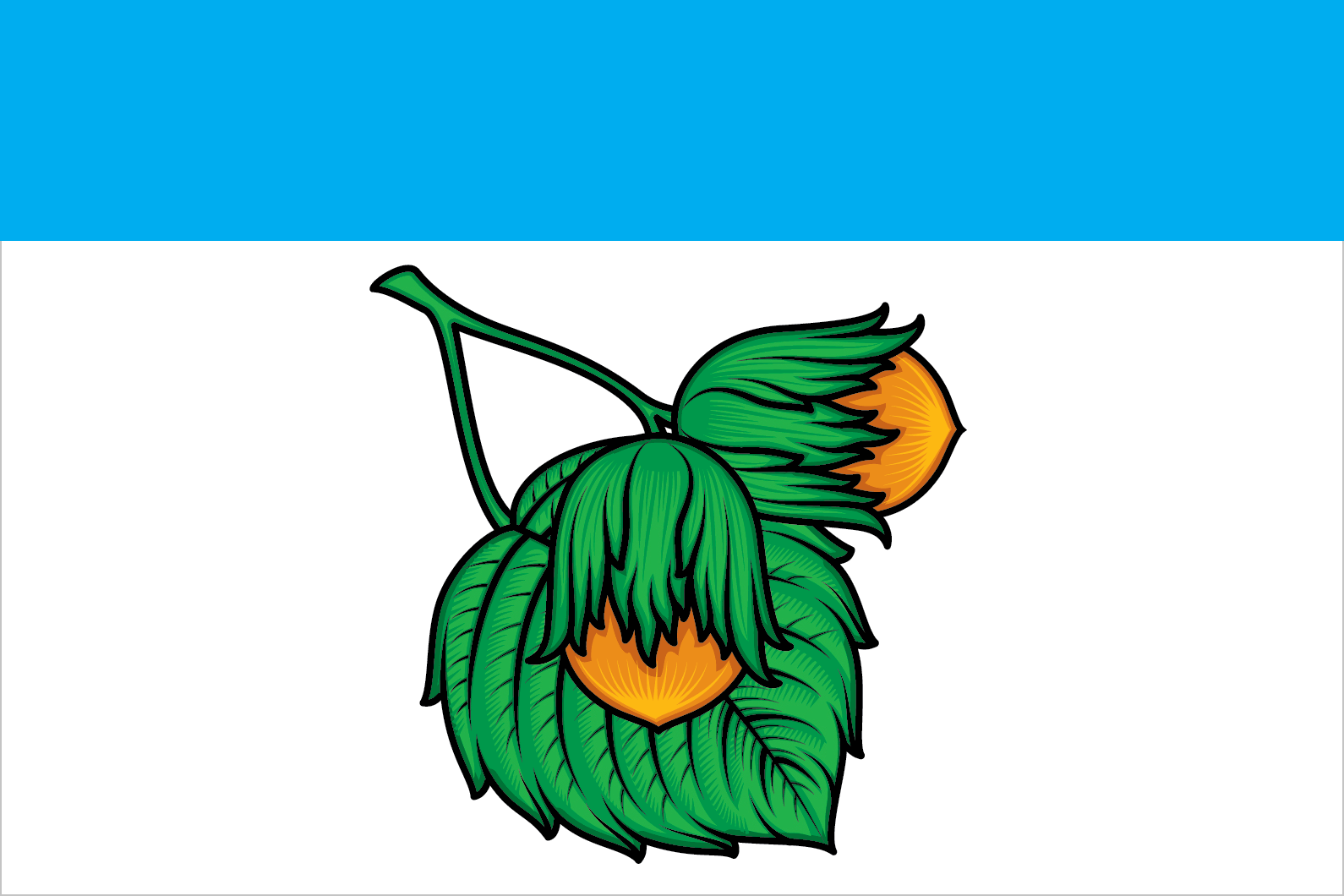
Drapeau du district